# Murillo de Lónguida
Murillo de Lónguida (Murelu-Longida en euskera y cooficialmente) un concejo español del municipio de Lónguida, perteneciente a la Comunidad Foral de Navarra.

## Historia
Hacia mediados del siglo XIX, el lugar, ya por entonces perteneciente a Lónguida, tenía contabilizada una población de 110 habitantes. Aparece descrito en el undécimo volumen del Diccionario geográfico-estadístico-histórico de España y sus posesiones de Ultramar de Pascual Madoz con las siguientes palabras:

MURILLO: l. del ayunt. y valle de Longuida, en la prov. y c. g. de Navarra, part. jud. de Aoiz (3/4 de leg.), aud. terr. y dióc. de Pamplona (5 leg.). sit. parte en llano y parte en pendiente á la izq. del r. Irati; clima templado; le combaten los vientos N. y S., y se padecen inflamaciones é intermitentes; tiene 14 casas que forman 2 calles, escuela de primera educacion para ambos sexos, frecuentada por unos 20 ó 25 alumnos, y dotada con 1,000 rs., igl. parr. de entrada, dedicada á la Asuncion, y servida por un beneficiado de presentacion de los vec., cementerio contíguo á la igl.: para el surtido de los hab. se aprovecha una fuente y las aguas del r. El térm. se estiende 1/4 de leg. de N. á S., y 1/2 de E. á O., y confina N. Villanueva; E. Artajo; S. Larrangoz, y O. Ayanz; comprendiendo dentro de su circunferencia 2 pequeños cotos. El terreno es secano pero fértil, le atraviesan y fertilizan el arroyo de Zariquieta y el r. Irati que corre tocando á las casas. Los caminos son locales, en mediano estado. El correo se recibe de Aoiz, por propio. prod.: trigo, vino, maiz, avena, cebada, patatas y otras legumbres; cria de ganado vacuno y lanar; caza de perdices, liebres y codornices; pesca de truchas, anguilas, barbos y madrillas. pobl.: 18 vec., 110 alm. riqueza: con el valle. (V.)
(Madoz, 1848, p. 760)

En 2022, tenía empadronados 30 habitantes.